# Hans Walzhofer
Johann Walzhofer dit Hans Walzhofer (né le 23 mars 1906 en Autriche-Hongrie et mort le 1er mars 1970) était un joueur de football international autrichien qui jouait en tant qu'attaquant.

## Biographie
En international, Il évolue avec l'équipe d'Autriche. Il est appelé par l'entraîneur autrichien Hugo Meisl pour participer à la coupe du monde 1934 en Italie.
Pendant la coupe du monde, les Autrichiens se défont des Français 3 à 2 au 1er tour, avant de l'emporter sur la Hongrie 2-1 en quarts-de-finale. Ils sont finalement éliminés par les futurs champions du mondial, l'équipe d'Italie sur un score de 1 but à 0, et sont battus par les Allemands 3-2 lors du match pour la 3e place.